# Miranda’s Victim
Miranda’s Victim ist ein Filmdrama von Michelle Danner, das im Februar 2023 beim Santa Barbara International Film Festival seine Premiere feierte und Anfang Oktober 2023 in die US-Kinos kam. Es handelt sich um eine Filmbiografie, die die Geschichte einer 18-jährigen Frau erzählt, die 1963 entführt und brutal vergewaltigt wurde und deren Versuch, den Täter vor Gericht zu bringen, die Miranda Rights im US-amerikanischen Justizsystem zur Folge hatte.

## Handlung
Nachdem Trish Weir im Jahr 1963 von Ernesto Miranda entführt und brutal vergewaltigt wurde, ist die junge Frau fest entschlossen, ihren Peiniger hinter Gitter zu bringen.

## Hintergrund
„You have the right to remain silent. Anything you say can be used against you in court. You have the right to talk to a lawyer for advice before we ask you questions. You have the right to have a lawyer with you during questioning, if you cannot afford a lawyer, one will be appointed for you before any questioning if you wish. If you decide to answer questions now without a lawyer present, you have the right to stop answering at any time.“

Nachdem Trish Weir im Jahr 1963 von Ernesto Miranda entführt und vergewaltigt wurde, hatte das sich über drei Jahre erstreckende Gerichtsverfahren eine wichtige Neuerung im US-amerikanischen Rechtssystem zur Folge. Fortan mussten Betroffene vor einer Aussage darauf hingewiesen werden, dass sie nichts sagen müssen, das sie selbst belasten könnte. Zudem, dass sie einen Anwalt konsultieren dürfen, bevor sie von der Polizei verhört werden.

## Produktion

### Regie und Drehbuch
Regie führte Michelle Danner. Sie ist Schauspiellehrerin und Mitbegründerin des Edgemar Center for the Arts und des Los Angeles Acting Conservatory und unterrichtete unter anderem Christian Slater, Salma Hayek, Gerard Butler, Seth MacFarlane, Penelope Cruz, Chris Rock, Gabrielle Union und Zooey Deschanel. Miranda’s Victim ist Danners siebte Regiearbeit. Ihr erster Film war How to Go Out on a Date in Queens aus dem Jahr 2006 mit Jason Alexander, Ron Perlman und Enrique Murciano in den Hauptrollen. In ihrem letzten Film, dem Thriller The Runner mit Edouard Philipponnat, Cameron Douglas und Elisabeth Röhm von 2022, wird ein Teenager von der Polizei gezwungen, undercover gegen einen Drogenboss zu ermitteln.
Das Drehbuch für Miranda’s Victim schrieb George Kolber gemeinsam mit J. Craig Stiles. Kolber war auch einer der Produzenten des Films, während Stiles darin Marshall spielt.

### Besetzung und Dreharbeiten
Abigail Breslin spielt in der Hauptrolle Trish Weir. Für ihre Rolle in dem Film Little Miss Sunshine hatte sie im Alter von zehn Jahren eine Oscar-Nominierung erhalten und war damit eine der jüngsten Schauspielerinnen, der diese Ehre zuteilwurde. Sebastian Quinn spielt den für ihre Vergewaltigung vor Gericht gestellten Ernesto Miranda. Der im Juni 2024 verstorbene Ehrenoscar-Preisträger Donald Sutherland ist in seiner letzten Filmrolle als Richter Wren zu sehen. Luke Wilson spielt den Staatsanwalt Lawrence Turoff, der Trish zu einer Aussage vor Gericht überreden kann. Andy García spielt ihren Pflichtverteidiger Alvin Moore und Ryan Phillippe den Strafverteidiger John Flynn, der nach der Mandatsniederlegung von Moore den Fall bis zum Obersten Gerichtshof bringt. Mireille Enos ist in der Rolle von Trishs Mutter Zeola zu sehen. In weiteren Rollen sind Emily VanCamp als Ann Weir, Kyle MacLachlan als Warren und Taryn Manning als Twila Hoffman zu sehen.
Die Dreharbeiten wurden im Mai 2022 begonnen und fanden in der Gemeinde Red Bank im Middletown Township im Monmouth County statt. Als Kameramann fungierte Pierluigi Malavasi.

### Filmmusik und Veröffentlichung
Die Filmmusik komponierte Holly Amber Church. Das Soundtrack-Album mit insgesamt 16 Musikstücken wurde Anfang Dezember 2023 als Download veröffentlicht.
Die Premiere des Films erfolgte am 8. Februar 2023 beim Santa Barbara International Film Festival. Der erste Trailer wurde im September 2023 vorgestellt. Am 6. Oktober 2023 kam Miranda’s Victim in ausgewählte US-Kinos. Ebenfalls im Oktober 2023 wurde der Film beim San Diego International Film Festival vorgestellt.

## Rezeption

### Kritiken
Von den bei Rotten Tomatoes aufgeführten Kritiken sind 81 Prozent positiv.
Jennifer Merin von der Alliance of Women Film Journalists beschreibt Miranda’s Victim als ein sehr informatives und eindringliches Filmdrama, das zeige, wie es dank des Mutes und der Beharrlichkeit des Vergewaltigungsopfers Trish Weir zur Wiederaufnahme eines Verfahrens kam und so der Gerechtigkeit Genüge getan wurde. Abigail Breslin sei großartig in dieser Rolle.

### Auszeichnungen

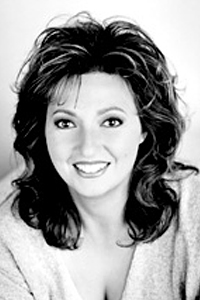
Regie führte Michelle Danner

Hollywood Music in Media Awards 2023
- Nominierung für die Beste Filmmusik – Independent Film (Holly Amber Church)[16]

San Diego International Film Festival 2023
- Nominierung im Narrative Competition[14]

Santa Barbara International Film Festival 2023
- Nominierung als Bester Film für den ADL Stand Up Award (Michelle Danner und George Kolber)
- Nominierung als Bester Film für den Panavision Spirit Award for Independent Cinema (Michelle Danner)[17]

WorldFest Houston International Film Fest 2023
- Nominierung für den Silver Remi Award (Michelle Danner und George Kolber)[18]